# تپه گلمبه
تپه گلمبه مربوط به آغاز سده‌های اولیه دوران‌های تاریخی پس از اسلام است و در شهرستان ازنا، بخش مرکزی، دهستان پاچه لک غربی، ۴۵۰ متری جنوب روستای برجله واقع شده و این اثر در تاریخ ۲۸ اسفند ۱۳۸۵ با شمارهٔ ثبت ۱۸۲۷۵ به‌عنوان یکی از آثار ملی ایران به ثبت رسیده است.